# Джена Пресли
Джена Пресли (на английски: Jenna Presley) е артистичен псевдоним на бившата американската порнографска актриса Бритни Руиз (Britni Ruiz), родена на 1 април 1987 г. в град Чула Виста, окръг Сан Диего, щата Калифорния, САЩ.

## Биография
Успява да се пребори с анорексия по време на ученическите си години. На 16 години, докато още учи в гимназията, започва да работи като стриптизьорка в нощни клубове. Завършва средно образование в гимназия „Хилтоп“ в родния си град Чула Виста.
Кариерата ѝ в порноиндустрията стартира през месец септември 2005 г., когато е на 18-годишна възраст.
През 2007 г. обявява, че спира да снима секс сцени с мъже, но след две години отново започва да прави секс пред камерата с мъжки партньори.
През 2009 г. увеличава размера на гърдите се, чрез поставяне на силиконови импланти.
За известен период е водеща на шоу по телевизията на Плейбой.
Поставена е на 17-о място в класацията на списание „Комплекс“, наречена „Топ 100 на най-горещите порнозвезди (точно сега)“ от юли 2011 г. Включена е в класацията на списание „Максим“ – Топ 12 жени звезди в порното, известна и като „мръсната дузина“.
През юли 2013 г. обявява, че прекратява порнографската си кариера и ще се занимава с дейност в религиозна организация. В свое интервю на въпрос за времето, прекарано в порното, тя заявява: „в началото се чувствах „красива“ Почувствах, че съм намерила своя собствена стойност, но след известно време се чувствах унищожена, безнадеждно. Чувствах се безпомощна – опитах се да се самоубия няколко пъти. Бях нещастна.“
Пресли твърди, че по време на порнографската си кариера редовно употребява кокаин и други наркотични вещества. Започва с кокаин още в началото, за да свали килограми, тъй като продуцентите ѝ поставят ултиматум, че ако иска да продължи да снима порно трябва бързо да отслабне. Впоследствие взима и други наркотици и комбинацията от различни вещества довеждат до психологически проблеми и опити за самоубийство.

## Награди и номинации
Носителка на награди
- 2006: NightMoves награда за най-добра нова звезда (избор на феновете).[14][15]

Номинации
- 2006: Номинация за Temptation награда за тийнейджърка съблазнителка.[16]
- 2007: Номинация за AVN награда за най-добра нова звезда.[17][18]
- 2007: Номинация за XRCO награда за Cream Dream.[19]
- 2008: Номинация за AVN награда за най-добра соло секс сцена – за изпълнението ѝ на сцена във филма „Countdown to Orgasm“.[20]
- 2010: Номинация за AVN награда за най-добра соло секс сцена.[21]
- 2012: Номинация за AVN награда за най-добра соло секс сцена.[22]

Други признания и отличия
- Twistys момиче на месеца – март 2009 г.[23]
- 17-о място в класацията на списание „Комплекс“, наречена „Топ 100 на най-горещите порнозвезди (точно сега)“ от юли 2011 г.[8]